# 강방함대
만주국 강방함대(滿洲國 江防艦隊, 영어: Manchukuo Imperial Navy) 또는 줄여서 강방함대(江防艦隊)는 만주국의 해상 방위를 책임진 군사조직이며, 해군에 해당된다. 1932년 4월 15일에 창설되어 1939년 11월에 해체되었다. 해체되고 나서 1945년 소련군에 점령될 때까지 강상군(江上軍)으로 개칭되었다.

## 연혁
- 1932년 4월 15일 강방함대 창설.
- 1939년 11월 강방함대 해체와 동시에 강상군으로 개칭.

## 주력함

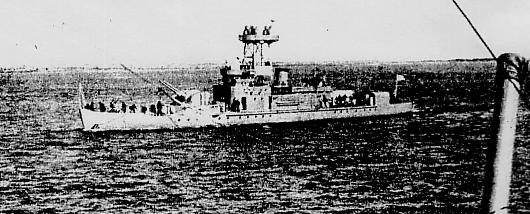
강방함대의 포함(砲艦)

- 「순천(順天)」「양민(養民)」

배수량 : 270 톤
전장 : 55 미터
고정무장 :
12cm 연사고각포(連射高角砲) : 1 기(基)
15cm 곡사포 : 1 문
13mm 연장기총(連装機銃) : 3 기(基)
- 「정변(定辺)」「친인(親仁)」

배수량 : 290 톤
전장 : 54.6 미터
전폭 : 8.8 미터
속력 : 12.5 노트
고정무장 :
12cm 연사고각포(連射高角砲) : 1 기(基)
12cm 고사포(高射砲) : 1 기(基)
13mm 연장기총(連装機銃) : 3 기(基)

## 군함 사진

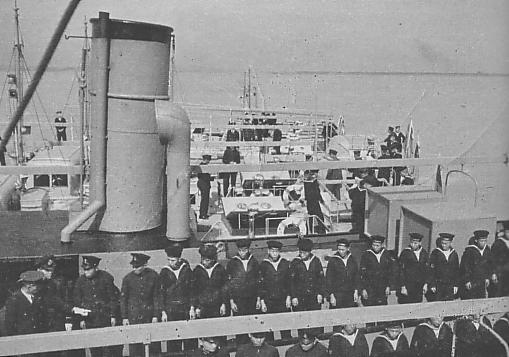
강방함대 때（軍服が海軍風である）
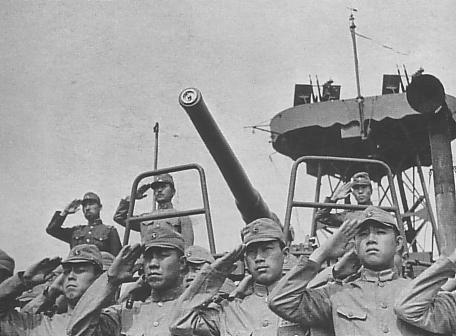
강상군 때（軍服が陸軍風に変わっている）

## 참고 문헌
- 満洲国軍刊行委員会編『満洲国軍』蘭星会, 1970년

## 같이 보기
- 만주국군